# Kamenný vrch (přírodní památka, okres Třebíč)
Kamenný vrch je přírodní památka poblíž obce Heraltice v okrese Třebíč v nadmořské výšce 590–610 metrů. Oblast spravuje Krajský úřad Kraje Vysočina. Nově byla přírodní památka vyhlášena Nařízením Kraje Vysočina ze dne 21. ledna 2020 č. 1/2020 o zřízení přírodní památky Kamenný vrch u Heraltic. Důvodem ochrany jsou druhově bohaté smilkové louky na silikátových podložích v horských oblastech, zejména ochrana hořečku českého (Gentianella praecox subsp. bohemica).